# 後藤龍吉
後藤 龍吉（ごとう りゅうきち、1887年 - 1973年）は、神戸を中心に活動した医事ジャーナリストである。

## 生涯
大分県出身。中学卒業後、代用教員を経験したほか、軍役に服して衛生部員として大分の衛戍病院の一隊に属したという。その間、幸徳秋水や堺利彦の社会主義に心酔した。『関西医事』（1929年刊行、1941年廃刊）の刊行にあたったのに加え、優生学運動に熱心で、雑誌『優生学』（1924年刊行、1943年廃刊）を刊行した。
後藤は日本優生学会を立ち上げ、全国的な組織形成を図ろうとした試みた節があるが、期待したほどの成果は挙がらなかった。池田林儀の『優生運動』誌に対しては対抗意識を露わにした時期もある。
後藤は1930年代に日本民族衛生学会大阪支部理事として名を連ねたが、同学会の理事長、永井潜が唱えたような産児調節論批判には同調せず、左翼的な産児調節相談所が取り壊しに遭い始めた時期に、産児調節賛成の姿勢を明らかにし、1943年の『優生学』誌廃刊まで、妊娠調節の相談の広告を同誌で出していた。
廃刊間際の1943年4月号では、「大東亜聖戦」で「何億と云ふ巨利」を挙げるものを続出させる一方、「世を挙げて正直なものに馬鹿を見せ」たりする「社会人類の前途は、いよいよ底無き沼の凋落」などの文言が「戦時下経済社会の跛行状況を誇張し徒らに現時局を呪詛する」ものとみなされ、出版警察より削除処分を受けた。
戦後、『関西医界』（1951年刊行）を刊行した。
息女の2人は宝塚歌劇団に属した。長女は御山櫻（深山さくら）で星組組長、次女は岬ありさで月組副組長だった。